# Antonius van Paduakerk (Sittard)
De Antonius van Paduakerk is een voormalig kerkgebouw in de Sittardse wijk Ophoven. De kerk is gelegen aan de Kromstraat 40A, naast het voormalig Franciscanerklooster aldaar. De kerk diende voorheen als parochiekerk van de rooms-katholieke parochie van de Heilige Antonius van Padua.
De kerk werd ingewijd in 1918. Sinds 2011 is het gebouw onttrokken aan de eredienst.

## Geschiedenis
De voormalige buurtschap Ophoven heeft nooit een eigen kerk gehad en was zodoende altijd aangewezen op de kerken binnen de voormalige vestingstad. Toen Ophoven in het begin van de twintigste eeuw uitgroeide tot een stadswijk, kwam er ook meer behoefte aan een eigen kerkgebouw. In 1917 werd in een nieuw gedeelte van de wijk gestart met de bouw van een parochiekerk, naar plannen van de Sittardse stadsarchitect Jos Wielders. In 1918 was de bouw voltooid en werd de kerk ingewijd. René Smeets en Eugène Quanjel werkten ook aan het gebouw mee.
In 2011 werd er voor de laatste keer een Heilige Mis gehouden, wegens het teruggelopen kerkbezoek. Het gebouw raakte hierna buiten gebruik, waarna het te koop werd gezet. In 2017 is het opgekocht. Tot op heden heeft het echter geen nieuwe bestemming gekregen.

## Beschrijving
De voormalige parochiekerk van Ophoven is een bakstenen bouwwerk, een voorbeeld van baksteenexpressionisme. De eenbeukige kerk staat fysiek in verbinding met het naastgelegen Franciscanenklooster. Op het dak staat een dakruiter. 
Het gebouw is in 1954 verbouwd en uitgebreid met een koor van de hand van H.J. Palmen.